# فهرست کلسترول مواد غذایی
این فهرست شامل مواد غذایی معمول با مقدار کلسترول ثبت شده بر حسب میلی‌گرم در یکصد گرم آن ماده غذایی است.

## جدول اصلی

### پرکلسترول
| ماده غذایی   | کلسترول درصدهزار وزن |
| ------------ | -------------------- |
| مغز گاو      | ۳۱۰۰                 |
| زرده تخم مرغ | ۱۰۸۵                 |
| خاویار       | ۵۸۸                  |
| روغن ماهی    | ۵۲۱                  |
| جگر چرب      | ۵۱۵                  |
| اشپل         | ۴۷۹                  |
| تخم مرغ      | ۳۷۳                  |
| قلوه بره     | ۳۳۷                  |
| جگر خوک      | ۳۰۱                  |
| روغن حیوانی  | ۲۵۶                  |
| کره          | ۲۱۵                  |
| صدف چروک     | ۲۰۶                  |
| شاه‌میگو      | ۲۰۰                  |
| پاته         | ۱۵۰                  |
| خامه همزده   | ۱۳۷                  |
| خرچنگ        | ۱۲۷                  |
| میگو         | ۱۲۵                  |
| خامهپرچرب    | ۱۱۱                  |
| پنیر خامه‌ای  | ۱۱۰                  |
| پنیر زرد     | ۱۰۸                  |

### کم کلسترول
| ماده غذایی   | کلسترول درصدهزار وزن |
| ------------ | -------------------- |
| پنیر محلی    | ۱۵                   |
| ماست لبنیاتی | ۱۳                   |
| ماست یونانی  | ۹                    |
| ماست کم چرب  | ۶                    |
| شیر کم چرب   | ۴                    |

### فاقد کلسترول
| ماده غذایی   | کلسترول درصدهزار وزن |
| ------------ | -------------------- |
| ماست ایسلندی | ۰                    |
| غلات         | ۰                    |
| میوه‌ها       | ۰                    |
| حبوبات       | ۰                    |
| آب           | ۰                    |